# Khoubana
Khoubana (em árabe: خبانة) é uma cidade e comuna localizada na província de M'Sila, Argélia. Segundo o censo de 2008, a população total da cidade era de 7 950 habitantes.